# Magnetic Springs, Ohio
Magnetic Springs là một làng thuộc quận Union, tiểu bang Ohio, Hoa Kỳ. Năm 2010, dân số của làng này là 268 người.

## Dân số
- Dân số năm 2000: 323 người.
- Dân số năm 2010: 268 người.